# 송금강
송금강(宋金剛, ? ~ 620년) 수나라 말 민란 지도자로 상곡(上谷) 사람이다.

## 생애
송금강은 상곡에서 군중을 모아 반란을 일으켰는데 이후 두건덕(竇建德)에게 패한 뒤 산서(山西)지역의 유무주(劉武周)에게 남은 무리를 거느리고 투항하고 재주를 인정받아 송왕(宋王)에 봉해졌다.
619년(무덕 2년) 남하하는 당(唐)의 진왕(秦王) 이세민(李世民)을 맞아 울지경덕(尉遲敬德)과 함께 이에 맞서 교전하였는데 이를 백벽전투(柏壁戰鬪)라 한다. 싸움에서 패한 송금강은 남은 1백 여기의 기병을 거느리고 돌궐(突厥)로 도망하였고 다시 상곡으로 달아나던 중 사로잡혀 요참형을 당해 죽었다.

## 참고 문헌
- 《구당서(舊唐書) 유무주(劉武周) 전》